# Sandhult
Sandhult est une localité de Suède située dans la commune de Borås du comté de Västra Götaland. Elle couvre une superficie de 0,63 km2. En 2010, elle compte 608 habitants.